# Football League Awards 2008
I Football League Awards 2008 sono stati consegnati il 2 marzo 2008, al Grosvenor House Hotel di Londra. Si tratta della terza edizione del premio avvenuta.

## Vincitori
Di seguito sono riportati il nome del premio originale, il nome del vincitore e la squadra di appartenenza:
- Championship Player of the Year - Kevin Phillips - West Bromwich Albion
- League One Player of the Year - Jermaine Beckford - Leeds Utd
- League Two Player of the Year - Keith Andrews - Milton Keynes Dons
- The Football League Young Player of the Year - Michael Kightly - Wolverhampton Wanderers
- Championship Apprentice Award - Mark Beevers - Sheffield Wednesday
- League One Apprentice Award - Daniel Broadbent - Huddersfield Town
- League Two Apprentice Award - Ryan Bennett - Grimsby Town
- Goal of the Year - Jermaine Beckford - Scunthorpe United vs Rotherham United
- Community Club of the Year - Watford
- Fan of the Year - Paul Smarah - Brighton & Hove Albion
- Championship Best Community Initiative - Charlton Athletic
- League One Best Community Initiative - Brighton & Hove Albion
- League Two Best Community Initiative - Notts County
- Best Fan Marketing Campaign - Bradford City
- Best Matchday Programme - Bristol City
- Championship Family Club of the Year - Norwich City
- League One Family Club of the Year - Huddersfield Town
- League Two Family Club of the Year - Wycombe Wanderers
- Outstanding Contribution to League Football - Jimmy Armfield